# Orsós Teréz
Orsós Teréz (Komló, 1956. június 16.– 2021. december 5.) roma származású magyar grafikus- és festőművész.

## Életútja, munkássága
Beás cigány családban született, tizenöten voltak testvérek, apja bányász volt, anyja a gyermekeket nevelte. Rajztanárnője, Koltai Magdolna fedezte fel Orsós Teréz rajztehetségét, tanította és biztatta a rajzolásra és a festésre. Hamarosan annyi munkája lett, hogy Pécsett önálló gyermekrajz kiállítása volt, majd a gyermekrajz kategóriában Koltai Magdolna több tanítványával együtt Orsós Teréz is részt vett országos- és világversenyeken, s nyert első helyezéseket is.
Korán férjhez ment, gyermekeket szült, de a család és a munka mellett is folyamatosan szakkörökben gyarapította képzőművészeti ismereteit, s befejezte iskoláit. 1975-től maga is cigány gyermekek számára rajzszakkört vezetett a kökönyösi általános iskolában. 1977-től egyedül nevelte gyermekeit, később újra visszajött a férje, majd újra férjhez ment, hat gyermek édesanyja. 1992-ben munkanélkülivé vált, de a festést soha nem hagyta abba. 1977-ben Komlón nyílt egyéni kiállítása, 1979-ben az Autodidakta Cigány Képzőművészek I. országos kiállításának egyik szereplője, 1981-ben felvették a Képzőművészeti Alap tagjai sorába. A festőnő nagy élménye volt, amikor 1989-ben, életében először családjával együtt elmehetett nyaralni a Visegrádi Alkotóházba. 1990 óta rendszeres résztvevője a Cigány Ház által szervezett alkotótáboroknak és kiállításoknak.
Igazi naiv festő, főleg életképeket rajzol és fest, s mindeközben tudatosan megfigyeli és megfesti a cigányság hagyományos életformáját, s szokásait, a kosárfonó férfit, a gombászó asszonyokat, a vízhordó lányokat, a piacozást, a vándorlást, az Alkotótáborban festő művészeket, a cigány emberek vágyait, álmait. Néprajzi szempontból is jelentősek alkotásai. Külföldi kiállításokra (Ausztria, Csehszlovákia, Stuttgart, Genf, Graz, London, Szlovákia, Franciaország, Olaszország) is kértek tőle képeket, rajzait képeslapokon sokszorosították, illusztrálta a Cigány bibliát és a Cigány bölcsődalt. 2007-ben Pekingben a magyarországi cigányok képzőművészeti kiállításán Orsós Teréz képei is szerepeltek, nyilvánvaló, hogy a cigány naiv festészet közelebbi rokonságot mutat a hagyományos kínai festészettel, mint a 20. század második felének magyar avantgárd képzőművészete. Így kerülhetett sor egy olyan reprezentatív kiállításra magyar cigány művészek alkotásaiból, amilyen korábban még Magyarországon sem volt.
A 2009-es Cigány festészet című albumban megjelentették Orsós Teréz életrajzát és tizenkét olajfestményét. 2010-ben az Amerikai Egyesült Államok legnagyobb városába, New Yorkba is eljutottak képei.

## ACigány festészetcímű albumba beválogatott képei
- Piacon (olaj, farost, 70x50cm, 1989)
- Vándorlók (olaj, farost, 50x70 cm, 1991)
- Kis cigánylány (olaj, farost, 30x50 cm, 1997)
- Kosárfonó (olaj, farost, 40x60 cm, 1997)
- Vágy világa (olaj, vászon, 100x50 cm, 1999)
- Hazafelé (olaj, farost, 80x60 cm, 2000)
- Vízhordók  (olaj, vászon, 80x110 cm, 2000)
- Nők kosárral (olaj, vászon, 65x93 cm, 2001)
- Alkotótábor (olaj, vászon, 60x80 cm, 2002)
- Vásár (tempera, papír, 83x59 cm, 2002)
- Cigányok a városban (olaj, farost, 60x90 cm, 2002)
- Lágerben (olaj, farost, 60x80 cm, 2004)[3]

## Kiállításai (válogatás)

### Egyéni
- 1977  •  Komló
- 2006  •  Retrospektív tárlat, Balázs János Galéria, Budapest.

### Csoportos
- 1979 • Autodidakta Cigány Képzőművészet I. országos kiállítás
- 1981, 1989, 2000 • Pataky Művelődési Központ
- 1989, 1992 • Néprajzi Múzeum, Budapest
- 2003 • Kortárs roma nőművészet II., Balázs János Galéria, Budapest • Orientalizmus, Balázs János Galéria, Budapest
- 2004 • Elhallgatott holocaust, Műcsarnok, Budapest
- 2005 • Nőábrázolás a roma képzőművészetben, Balázs János Galéria, Budapest
- 2006 • Közös tér, Ernst Múzeum, Budapest • Vagyunk, akik vagyunk, 2b Galéria, Budapest
- 2007 • Holokauszt, Zsinagóga, Pécs • Az emlékezés színes álmai, vándorkiállítás, Peking • Magyar Nemzeti Galéria, Budapest
- 2008, 2009 • Az emlékezés színes álmai, vándorkiállítás, Szolnok • Eger • Pécs • Salgótarján • Miskolc • Szekszárd
- 2010 • Shukar! – mai modern női roma művészet,[4] Magyar Kulturális Intézet, New York (USA)
- 2012 • Beszélő paletták című Magyar Roma Képzőművészeti Kiállítás a Közigazgatási és Igazságügyi Minisztérium Társadalmi Felzárkózásért Felelős Államtitkársága folyosóján és irodáiban, Budapest.[5]  2017. New York Ensz palotában Kiállítás .

## Művei közgyűjteményekben (válogatás)
- Naiv Művészek Múzeuma, Luzsoki tájház, Kecskemét
- Néprajzi Múzeum, Budapest
- Roma Parlament állandó kiállítása, Budapest
- Rácz Aladár Közösségi Ház, Pécs
- Magyar Művelődési Intézet, Budapest.

## Díjak, elismerések (válogatás)
- Pro Communitate díj[6] (Pécs, 2012)